# میمون سیاه کاکل‌دار
میمون سیاه کاکل‌دار، ماکاک تاج‌دار سیاه یا ماکاک نیگرا (به انگلیسی: Macaca nigra) نوعی میمون است که بیشتر در جنگل‌های اندونزی یافت می‌شود. ماکاک تاج‌دار سیاه از گونه پستاندارانی است که به‌طور بحرانی در معرض خطر نابودی گونه‌ای قرار دارد. این میمون بومی جزیره سولاوسی اندونزی است و سُرینی ورم‌کرده، صورتی و برهنه دارد.